# 1578 w literaturze
Wydarzenia literackie w 1578 roku.

## Nowe dramaty
- polskie
  - Jan Kochanowski
    - Dryas Zamchana polonice et latine. Pan Zamchanus latine
    - Odprawa posłów greckich